# Cedate Gomes Sa

a Compétitions nationales et continentales officielles uniquement.

b Matchs officiels uniquement.
Dernière mise à jour le 29 juin 2024.
Cedate Gomes Sa, né le 7 août 1993 à Canchungo (Guinée-Bissau), est un joueur international français de rugby à XV. Il évolue au poste de pilier.

## Biographie

### Arrivée en France et débuts dans le rugby
En 2005, à douze ans, après une année passée au Portugal, il arrive en France, à Saint-Nazaire, accompagnant sa mère à la recherche d'un emploi. Il y découvre le rugby grâce à l'activité « Rugby Cité » puis intègre le Sporting nazairien.
En 2011, il entre au centre de formation du Racing Métro 92. Avec le club francilien, il est sacré champion de France espoirs en 2015.
En 2015, il signe son premier contrat professionnel qui le lie jusqu'en 2019 avec le Racing 92,.

### Révélation au Racing 92

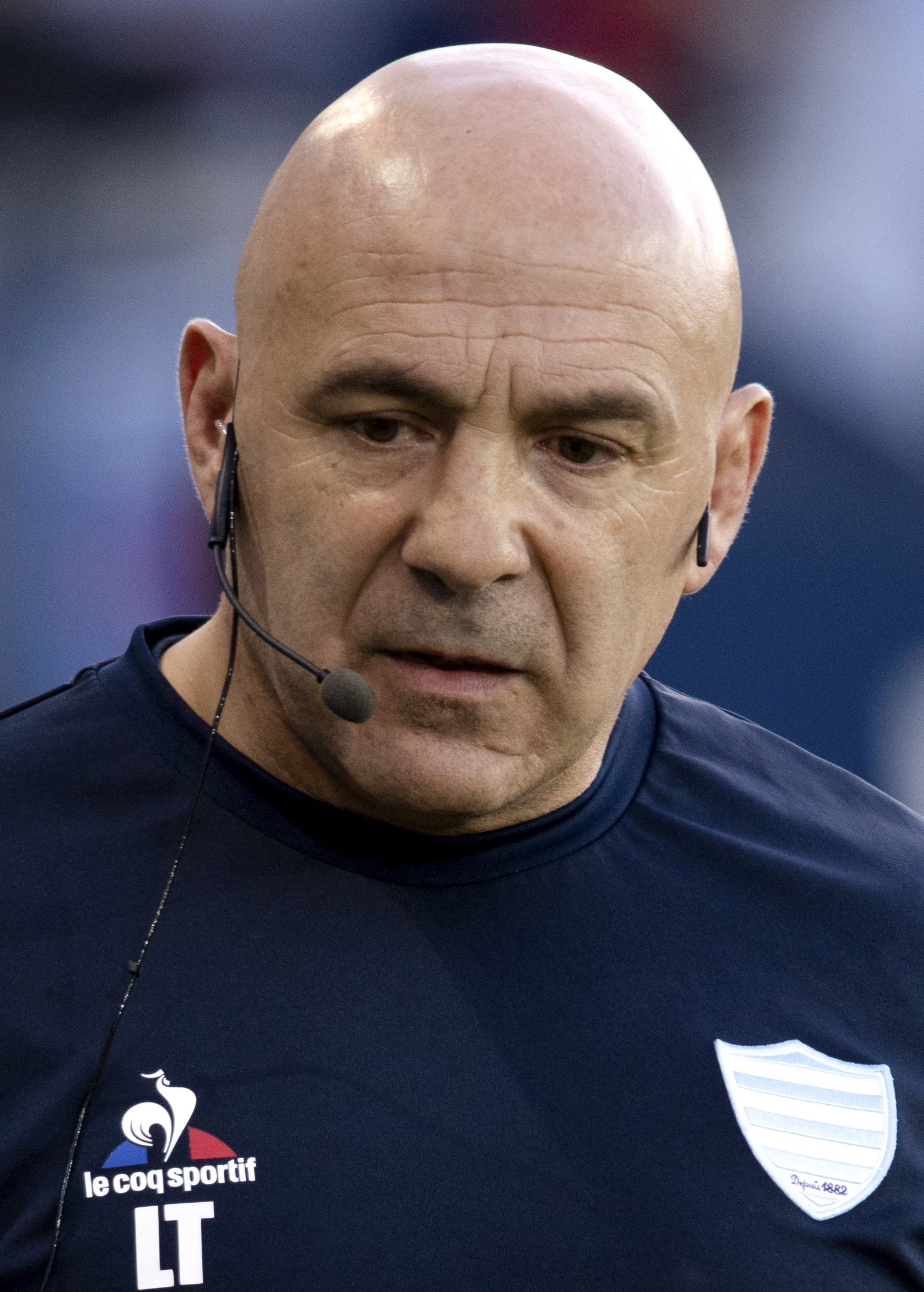
Laurent Travers, ici en 2019, est l'entraîneur de Cedate Gomes Sa de ses débuts professionnels en 2014 jusqu'en 2023.

Au cours de ces quatre premières années au Racing 92, Gomes Sa voit son temps de jeu peu à peu augmenter, connaissant notamment, lors de la saison 2017-2018, huit matchs dont trois titularisations en Champions Cup.
Le 10 novembre 2017, il dispute son premier match avec les Barbarians français contre les Māori All Blacks,.
Il est sélectionné en équipe de France pour jouer le 14 novembre 2017 contre les All Blacks au Groupama Stadium. Ce match qui se déroule sans les principaux joueurs de l'équipe de France ne compte pas comme une sélection officielle. Contrairement à ce qu'affirme une polémique surgie à la suite de ce match sur Malik Hamadache et Cedate Gomes Sa, le staff de l'équipe de France ne s'est pas trompé en envisageant sa sélection. Gomes Sa a encore la nationalité portugaise au moment de son match en équipe de France B, ce qui est contraire aux engagements pris par le président de la FFR, Bernard Laporte, mais ses six ans passés en France le rendent bien sélectionnable suivant les règles de World Rugby pour les équipes nationales.
Sa sélection par Jacques Brunel, dès le Tournoi des Six Nations 2018, prouvera d'ailleurs qu'il n'y avait pas d'erreur commise au moment où le staff envisageait de le faire jouer pour le XV de France (entre-temps Cedate Gomes Sa a de fait pu être naturalisé français le jeudi 1er février 2018, soit la veille de sa première sélection officielle avec le XV de France contre l'Irlande).
À l'orée de la saison 2018-2019, il est intégré à la liste XV de France de 40 joueurs et participe au premier stage de développement du 5 au 12 juillet 2018 au CNR de Marcoussis,.
Après le forfait du pilier Demba Bamba durant la Coupe du monde 2019 au Japon, il est appelé à rejoindre l'équipe de France par Jacques Brunel le 29 septembre 2019.
En juin 2024, après dix ans passés au Racing, il trouve un accord avec le Lyon OU pour un contrat de deux saisons.

## Carrière

### En équipe nationale
Il honore sa première cape internationale en équipe de France le 3 février 2018 contre l'Irlande lors du Tournoi des Six Nations 2018, à la suite de la prise de fonction du nouveau sélectionneur Jacques Brunel. Il participera par la suite à chaque match de cette édition, connaissant même une première titularisation contre le pays de Galles.

#### Tournoi des Six Nations
| Édition          | Rang | Résultats France | Résultats Gomes Sa | Matchs Gomes Sa |
| ---------------- | ---- | ---------------- | ------------------ | --------------- |
| Six Nations 2018 | 4    | 2 v, 0 n, 3 d    | 2 v, 0 n, 3 d      | 5/5             |

## Palmarès

### En club
- Champion de France espoirs en 2015
- Champion de France (1) : 
  - 2016 avec le Racing 92
- Coupe d'Europe :
  - Finaliste en 2016, 2018 et 2020 avec le Racing 92